# (3714) Kenrussell
(3714) Kenrussell est un astéroïde de la ceinture principale.

## Description
(3714) Kenrussell est un astéroïde de la ceinture principale. Il fut découvert le 12 octobre 1983 à la station Anderson Mesa par Edward L. G. Bowell. Il présente une orbite caractérisée par un demi-grand axe de 2,56 UA, une excentricité de 0,18 et une inclinaison de 14,4° par rapport à l'écliptique.

## Compléments